# チョバン・ムスタファ・パシャ

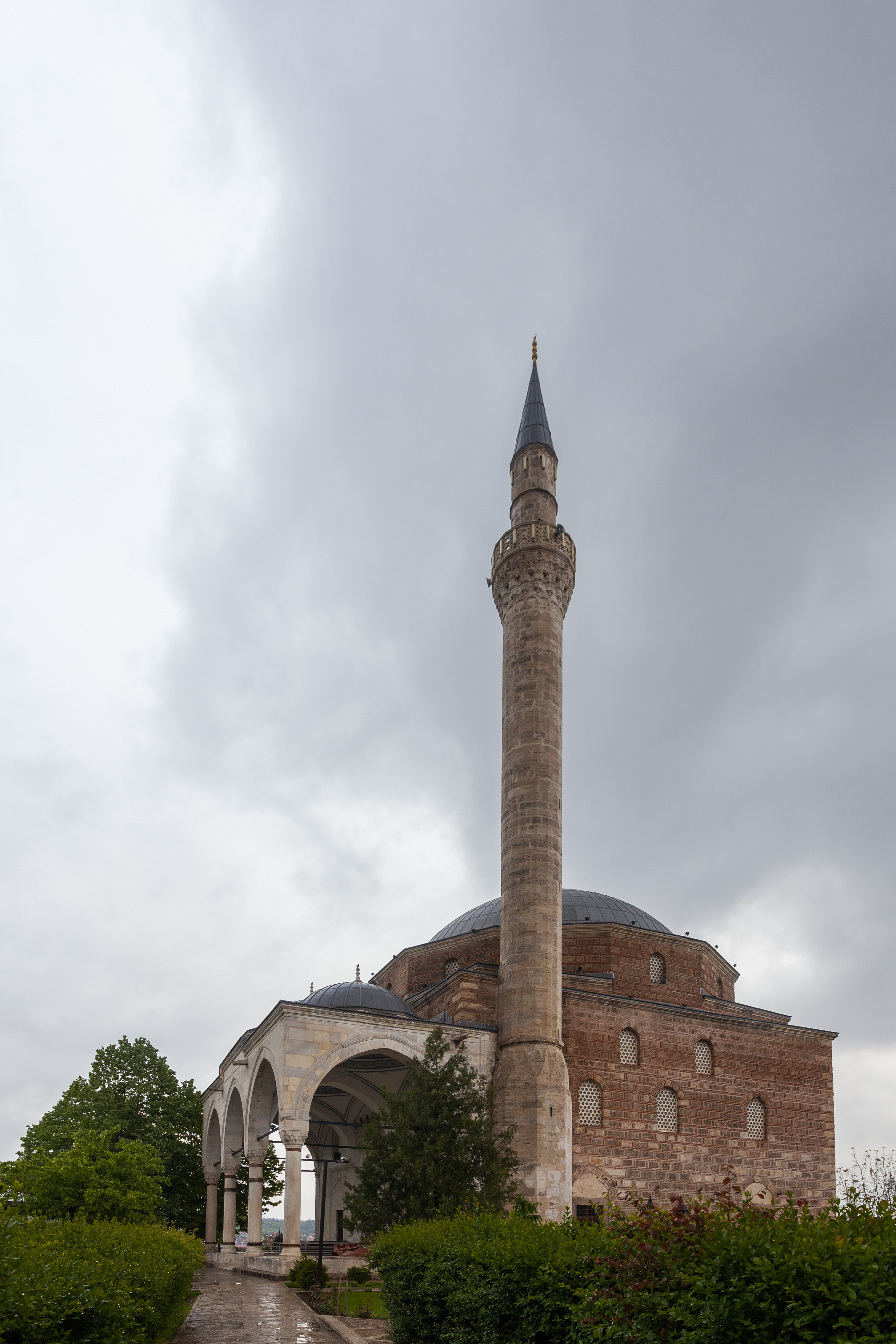
スコピエのムスタファ・パシャ・モスク

チョバン・ムスタファ・パシャ（トルコ語：Çoban Mustafa Paşa、1529年没）は、オスマン帝国の軍人、政治家。ボスニア・ヘルツェゴビナまたはセルビアのサンザクで生まれたとされる。
デヴシルメの出であり、そこからイェニチェリとして頭角を現し、徐々に階級を上げた。カプシバシュ（kapıcıbaşı、宮廷の門番）やワズィール（宰相）、ベイレルベイ（知事）を務めた。
カプシバシュを務めた後、ムスタファは1511年にバヤズィト2世の下でワズィールに任命された。スレイマン1世の治世では、1522年にエジプト州のベイレルベイに任命され、1年間務めた。
また、チョバン・ムスタファ・パジャは、軍の指揮官としてもスレイマン1世に仕えた。1521年のベオグラード包囲戦と、1522年のロードス包囲戦では、部隊を率い、オスマン帝国に決定的な勝利をもたらした。ロードス包囲戦の活躍により、チョバン・ムスタファ・パジャはSerdar-ı Ekrem （戦闘で活躍したワズィールに与えられる称号）を得た。
チョバン・ムスタファ・パジャは1529年、ウィーン包囲戦に向かう途中で死去した。

## 遺産

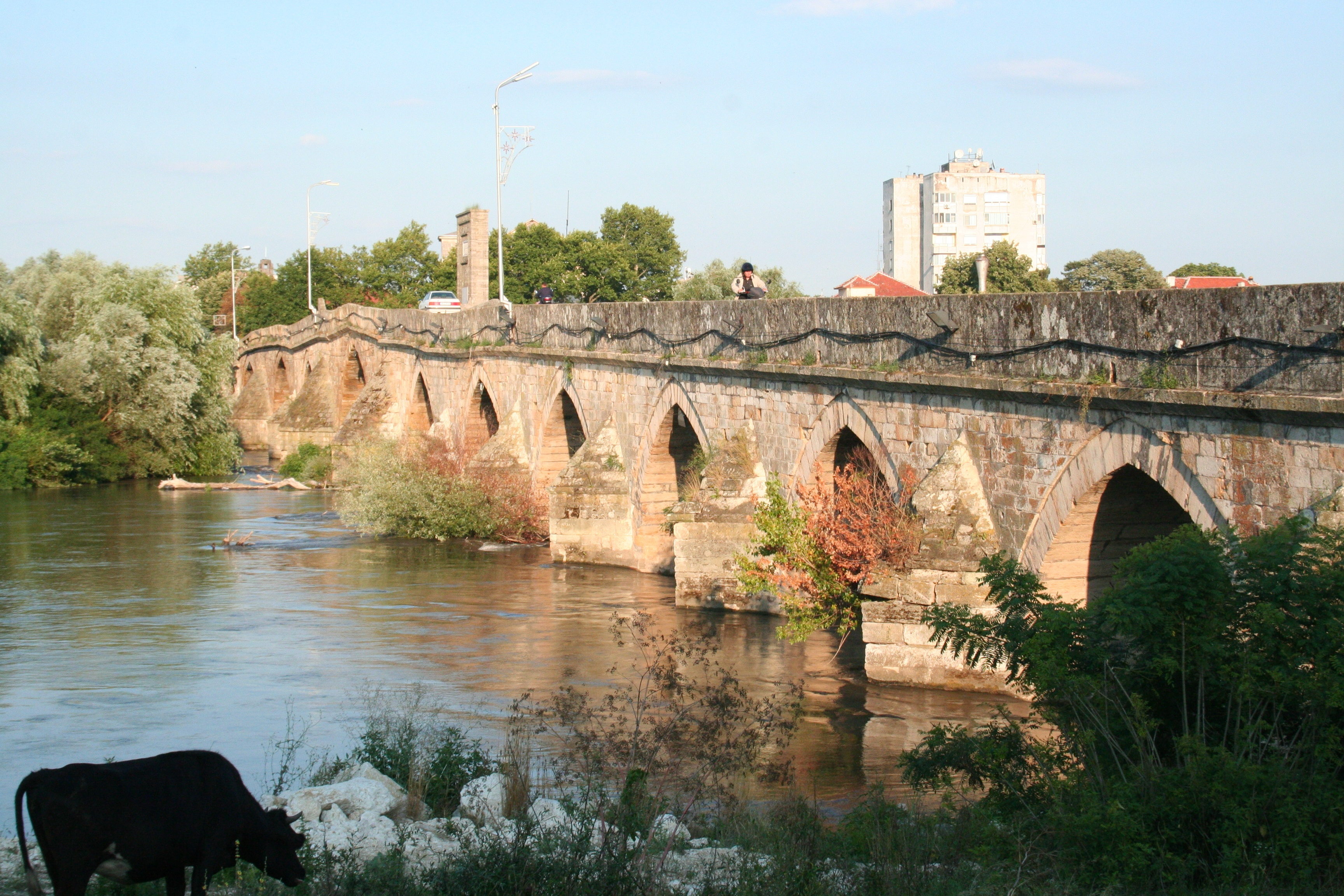
チョバン・ムスタファ・パジャが建造したと伝わる橋（ブルガリア、スヴィレンラード）

1492年、チョバン・ムスタファ・パジャは自身の名を冠したモスクをスコピエに建設した。
また、ムスタファ・パシャはブルガリア南部のマリツァ川に、スヴィレングラードに橋を建設し、自らの名を冠してムスタファ・パシャ橋と名付けた。この橋は、現在はスヴィレングラードの古い橋として知られている。
ムスタファ・パシャの霊廟はトルコのゲブゼにある。これは、ムスタファ・パシャが生前に建てたもので、1522年に完成した。